# Михаел Лудвиг
Михаел Лудвиг (рођен 3. априла 1961.) је аустријски политичар, члан Социјалдемократске партије (СПО). Од маја 2018. је градоначелник и гувернер Беча. Претходно је био градски већник за стамбене послове, изградњу и урбанистичку обнову. Био је и други заменик градоначелника и гувернер Беча од марта 2009. до октобра 2010. године.

## Одрастање, образовање и рана каријера
Лудвиг је одрастао у 21. бечком округу, Флоридсдорф. Одрастао је под владама СПО канцелара Бруна Крајског, којег наводи као свог политичког идола. Након завршене основне школе, Михаел Лудвиг је од 1971. године похађао нижи ниво опште гимназије у Бечу. Затим је похађао комерцијалну академију све од 1975. до 1980. године и на њој је  матуруирао. Након служења војног рока 1981–1982, студирао је политичке науке и историју на Универзитету у Бечу, где је и докторирао 1992. године са дисертацијом о СЕД -у, тадашњој владајућој странци Источне Немачке.
1984–1986 био је вођа пројекта за образовање одраслих, а од 1986–1991 асистент у образовању у бечком центру за образовање одраслих. Године 1991. постао је регионални менаџер Института др Карл Ренер у Бечу и секретар за образовање СПО Беч. Од 1995. био је председник Удружења бечког образовања одраслих и потпредседник аустријских центара за образовање одраслих, а од 2008. је почасни председник надзорног одбора бечких средњих школа. Лудвиг је такође председник Архива Бруна Крајског.
У августу 2018. Лудвиг се оженио својом дугогодишњом партнерком Ирмтрауд Росгатерер.

## Градоначелник Беча
Године 2017., градоначелник и гувернер Михаел Хојпл са дугогодишњим стажом најавио је да се пензионише. На ванредној државној партијској конференцији СПО Беча 27. јануара 2018. године, Лудвиг је изабран да га наследи на месту председника СПО Беча, освојивши 57 одсто гласова делегата против противкандидата Андреаса Шидера. Наводи се да је имао подршку представника бечке СПО у великим окрузима Флоридсдорф и Донауштат.
Лудвиг је изабран за градоначелника и гувернера Беча 24. маја 2018.